# ریشارد بائر
ریشارد بائر (به آلمانی: Richard Baer) (زاده ۹ سپتامبر ۱۹۱۱، مرگ ۱۷ ژوئن ۱۹۶۳) یک نظامی آلمانی در دوره رایش سوم و از می ۱۹۴۴ تا فوریه ۱۹۴۵ فرمانده اردوگاه آشویتس بود.